# Cementerio de los Mártires (Korçë)
El Cementerio de los Mártires (en albanés: Varrezat e Dëshmorëve) a veces el Cementerio de los Héroes, es un cementerio situado por encima de la ciudad de Korçë, Albania. El cementerio cuenta con una gran estatua de un soldado con un puño en alto, como un recuerdo de los soldados caídos que murieron durante la Segunda Guerra Mundial en Albania. La estatua se encuentra en la parte superior de la Rruga Mbledhja e Beratit.
También está el cementerio militar francés, en Korçë, Varrezat franceze në Korçë.